# Lamprochrysa triplex
Lamprochrysa triplex är en fjärilsart som beskrevs av Carl Plötz 1880. Lamprochrysa triplex ingår i släktet Lamprochrysa och familjen Thyrididae. Inga underarter finns listade i Catalogue of Life.